# José María Ordeix
José María Ordeix Gestí (Barcelona, 9 de febrero de 1930-Gerona, 11 de agosto de 2020) fue un abogado, economista y empresario español.

## Biografía
Licenciado en Derecho por la Universidad de Barcelona, amplió sus estudios en París, Londres y Brighton. Tras la etapa universitaria trabajó en el despacho del abogado Jaime de Semir. Posteriormente, fue profesor en la Cátedra de Economía y Hacienda Pública en la Universidad de Barcelona en 1958 y de Derecho Fiscal en la Escuela de Administración de Empresas, también de Barcelona, en 1965. Durante este periodo también fue secretario del Consejo de Administración de La Seda de Barcelona, hasta 1967, cuando fue nombrado delegado de Servicios de Hacienda del Ayuntamiento de Barcelona. 
En 1969 fue nombrado subcomisario del Plan de Desarrollo para el Sector Industrial. En su periodo como subcomisario contribuyó a la internacionalización de la por entonces muy cerrada economía española. Estrechó las relaciones económicas con Francia y por ello fue condecorado con la Legión de Honor francesa en enero de 1973. Lideró la política de desarrollo regional cuyo objetivo era la homogeneización de niveles de renta y de actividad interregionales. 
Tras su etapa en el Gobierno de España pasó a formar parte del Grupo Castell de Jaume Castell i Lastortas como consejero de Cadesbank, Banco Madrid, Bank of Miami y presidente de Tourist Promoción SA. 
En 1973 constituyó Roller Ibérica SA junto al grupo italiano Roller, líder europeo del sector del caravaning. La alianza con Roller finalizó en 1980, cuando adquirió la participación sede su socio y se hizo con el 100% del capital. En los años noventa el sector de la caravana experimentó un fuerte transformación y Sun Roller centró su actividad en la construcción de búngalos transportables. En 1998 la familia Ordeix vendió el 40% de las acciones al fondo británico de capital riesgo 3i. Por aquel entonces Sun Roller contaba con 300 personas en plantilla y una facturación 60 millones, convirtiéndola en el mayor fabricante de caravanas de España.

## Obras
- Impuesto de derechos reales. Manual práctico con legislación y jurisprudencia, Editorial Bosch, 1956
- Impuesto Sobre Sociedades. Parte General y Régimen, Editorial Praxis, 1962
- Impuesto Sobre Sociedades. Evaluación Global, Editorial Praxis, 1963
- España Hacía Una Economía Industrial, Barcelona, 1972

## Condecoraciones
- Oficial de la Legión de Honor
- Orden del Mérito Civil
- Cruz distinguida de 1.ª clase de Orden de San Raimundo de Peñafort
- Cruz Fira Internacional de Muestras